# Echt-Susteren
Echt-Susteren (phát âmⓘ) là một đô thị ở tây nam Hà Lan.

## Các trung tâm dân cư
Aasterberg, Baakhoven, Berkelaar, Diergaarde, Dieteren, Echt, Echterbosch, Gebroek, Heide, Hingen, Illikhoven, Kokkelert, Koningsbosch, Maria-hoop, Nieuwstadt, Oevereind, Ophoven, Oud-Roosteren, Peij, Pepinusbrug, Roosteren, Schilberg, Sint Joost, Slek, Susteren, Visserweert.
Echt-Susteren đã được lập trên cơ sở sáp nhập các đô thị Echt và Susteren.